# زینبیه (اصفهان)
زینبیه (با نام قدیمی ارزنان) محله ای حاشیه نشین در اصفهان است که در منطقه ١۴ شهرداری اصفهان قرار دارد. زینبیه که از شمال به روستای حبیب آباد از شرق به محله هفتون و از جنوب به میدان طوقچی(قدس) و از غرب به محله باطون (بعثت) منتهی می‌شود. زینبیه امروزه یکی از مناطق شهری شمال شرق اصفهان محسوب می شود و با محله‌های باتون، عمان سامانی، دارک، شهرک امام حسین مجاورت دارد. آرامگاه زینب ابن موسی بن جعفر در این محله واقع شده است و از مهمترین اماکن مذهبی این منطقه به شمار می آید.

## تاریخچه
ابن فقیه همدانی در کتاب «البلدان» از آن بعنوان یکی از بخش‌های  اصفهان نام برده‌است. یاقوت حموی در «معجم‌البدان» در حرف الف می‌نویسد: «ارزنان بالفتح ثم السکون و ضم‌الزای ونون و الف و نون اخی من قری اصبهان». (۲) فیروزآبادی نیز در قاموس می‌نویسد: «ارزنان قریهٌ باصبهان»(۳)

## حرم زینبیه
حرم زینبیه زیارتگاهی منسوب به زینب دختر موسی بن جعفر در اصفهان است. آثار و وقف‌نامه‌ها، قدمت ساختمان حرم را به قرن هفتم قمری و سپس دوران صفویه می‌رسانند.
این امامزاده تا پیش از سال ۱۳۵۱ق/۱۳۱۲ش مقبره کوچکی داشت و «بچه زینب» یا «بی‌بی زینب» یا «بیجه زینب» خوانده می‌شد. زینبیه پس از ۱۳۱۲ش بیشتر مورد توجه قرار گرفته است. برخی محققان،‌ بر این باورند که زینبیه اصفهان آرامگاه زینب دختر هارون بن موسی بن جعفر است.
مقبره زینبیه در چهار دوره توسعه یافت. دو دوره آن پیش از انقلاب اسلامی ایران (۱۳۵۷ش) و دو دوره پس از تاریخ یادشده است. زینبیه در هر دوره نسبت به دوره‌ قبل از گستردگی و امکانات بیشتری برخوردار شد. در آخرین مرحله، طرح توسعه زینبیه با مشارکت شهرداری اصفهان اجرا شد. مساحت حوزه زیارتی طرح توسعه اخیر حرم، چهار هکتار و زیرینای کل طرح ۸۵۰۰۰ مترمربع است. همچنین مساحت بقعه ۱۵۰۰ مترمربع و دارای زیربنای ۲۴۰۰ مترمربع است. بقعه از سه طرف به سه صحن شرقی و غربی و جنوبی دسترسی دارد. مساحت صحن امام رضا ۸۵۰۰ مترمربع و مساحت صحن شرقی و غربی هر کدام ۱۵۰۰ مترمربع و دارای شبستانی در زیر صحن است.

## مشاهیر
از مشاهیر ارزنان در قرن چهارم و پنجم هجری به این دو نفر اشاره شده‌است:
۱- «حسین بن احمدبن محمد ارزنانی ابوالقاسم» معلم اعمی متوفی به سال ۴۳۵هـ. ق(۱)
۲- «ابوجعفر محمدبن عبدالرحمن بن زیاد حافظ ثبت» متوفی به سال ۳۱۷ یا ۳۲۲.(۲)
وی در شهرهای مختلف از مشایخ محدّثین اخذ حدیث نموده و جمعی دیگر از محدّثین اصفهان و غیره از او روایت می‌کنند که از آن جمله‌است: حافظ ابوالشیخ ابن حیّان اصفهانی (ص۲۶۹، جلد دوم، ذکر اخبار اصبهان).
نویسنده رساله‌ای دربارهٔ علیا مکرمه زینب دختر گرامی موسی بن جعفر علیهماالسلام و سیر تاریخی قدیم ارزینان و منسوبین بدان جا وضع کنونی آن تألیف کرده‌است که امید است قریباً از چاپ خارج شود.

## بافت جمعیتی
زینبیه دارای مردمی با گویش‌های مختلف (لُر، ترک، عرب، کرد ، بلوچ ، عراقی) می‌باشد که اکثراً از مناطق کشور عراق و فریدن و خوزستان به این منطقه مهاجرت کرده‌اند. محله زینبیه به علت بافت قدیمی دارای کوچه های پیچ خورده و باریک است.

## در حال حاضر
محله زینبیه نمادی از چالش‌های زندگی در حاشیه شهر است. بااین‌حال، اراده و تلاش ساکنان آن، به‌ویژه جوانان، نشان‌دهنده امید به تغییر و بهبود است. با حمایت‌های مناسب اجتماعی و اقتصادی، می‌توان چشم‌انداز بهتری برای این محله و ساکنان آن ایجاد .کرد.